# Jim Le Baigue
Jim Le Baigue (* um 1960) ist ein britischer Jazz- und Improvisationsmusiker (Schlagzeug).
Le Baigue arbeitet seit den 1980er-Jahren in der britischen Improvisationsszene u. a. mit Roberto Bellatalla, Paul Dunmall, Jim Dvorak, Nick Evans, Hugh Metcalfe, Marcio Mattos, Paul Rutherford und Philipp Wachsmann in Projekten wie The Bugger All Stars, Dreamtime, Slamfest und Organon. Dem Diskograf Tom Lord zufolge war er zwischen 1981 und 2002 an elf Aufnahmesessions beteiligt; in späteren Jahren entstanden auch Aufnahmen mit dem Little Princess Orchestra und Dreamtime. Des Weiteren trat er in Trio-Besetzungen mit Alan Wilkinson und Olie Brice sowie mit Paul Baylis und Gus Garside auf.

## Diskographische Hinweise
- Organon: Klusterbuckstuckle (Slam, 2004)
- Dreamtime: Double Trouble (2010)